# 潜江市文昌高级中学
30°25′27″N 112°53′53″E / 30.42404°N 112.89808°E
潜江市文昌高级中学，又称潜江文昌中学，是中华人民共和国湖北省潜江市的一个高级中学，位于师范路33号。

## 特点
潜江市文昌高级中学位于潜江传经书院文昌阁旧址，属于潜江市教育局直属学校。1994年，学校建立，校舍为潜江市第一职业高级中学搬迁新址后留下的平房楼房。2000年7月，根据中共潜江市委第七十三次常委会议决定，学校与潜江艺术师范学校合并，组建成新的潜江市文昌高级中学，级别升为正局级。2001年，湖北省教育厅认定其为“湖北省教育科学研究实验学校”。